# 音乐厅广场

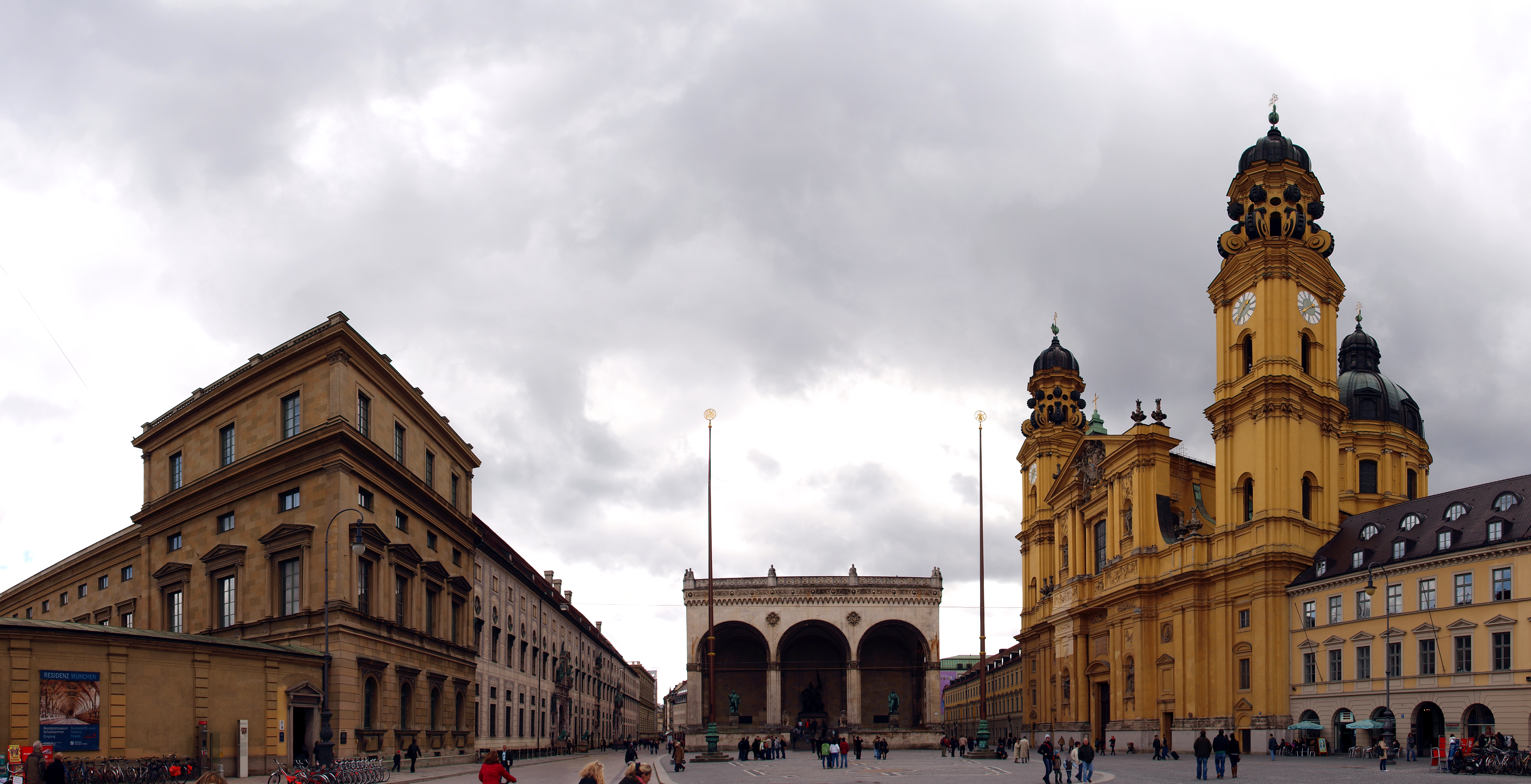
音乐厅广场上的统帅堂和铁阿提纳教堂

音乐厅广场（Odeonsplatz）是慕尼黑市中心的一个大型广场。
1791年，慕尼黑拆除城墙，计划在施瓦宾门（Schwabinger Tor）处修建广场。1816年开辟布林纳街。施瓦宾门在1817年拆除。音乐厅广场也是路德维希大街的南部起点。在广场上，里奥·冯·科伦兹修建了统帅堂（Feldherrnhalle，慕尼黑王宫和铁阿提纳教堂之间）、布林纳街尽头的王宫花园大门（1816年），此门以北的王宫花园“巴扎大楼”（1824年至1826年），在路德维希大街对面是音乐厅（1826年至1828年，目前为巴伐利亚州内政部）和洛伊希滕贝格宫（Palais Leuchtenberg，1816年至1821年，目前为巴伐利亚州财政部），两座建筑都模仿了罗马的法尔内塞宫。
广场上是国王路德维希一世的骑马雕像（1862年）。
慕尼黑地铁设有音乐厅广场站。